# Hyderodes shuckardi
Hyderodes shuckardi är en skalbaggsart som beskrevs av Hope 1838. Hyderodes shuckardi ingår i släktet Hyderodes och familjen dykare. Inga underarter finns listade i Catalogue of Life.